# Alain Pécheral
Alain Pécheral (né le 2 octobre 1948 à Marseille), est un journaliste sportif français, spécialiste de l'Olympique de Marseille.
Il est l’inventeur du terme « Papinade » qualifiant les reprises de volée hors du commun que réussissait Jean-Pierre Papin. Il a passé 27 ans au service des sports du quotidien Le Provençal, et est entré en 1997 à la rubrique football de L'Équipe.

## Biographie
Il est né à 300 mètres du Stade Vélodrome. Il est le neveu de Jacques Pécheral, auteur de Boulevard du Rhum.
Il commence des études universitaires pour devenir journaliste sportif, et les interrompt en remportant en 1970 à Marseille un concours destiné au recrutement d’un journaliste sportif.
Il suit l’OM durant un quart de siècle un peu partout en France et en Europe, couvrant aussi, dans le même temps, quinze Tours de France. Sur l’un de ceux-ci, en 1995, il décroche le prix Antoine-Blondin du Tour, récompensant chaque année le meilleur article écrit en marge de la Grande Boucle.
Entre autres récompenses[précision nécessaire], il enlève également le prix du Crédit-Lyonnais (meilleur article de l’année) pour un numéro spécial du Provençal relatant toutes les arrivées du Tour à Marseille, à l’occasion du bicentenaire de la Révolution et d’une étape prenant fin sur le Vieux-Port (14 juillet 1989).
Il a écrit plusieurs ouvrages faisant autorité sur le sujet du football marseillais, dont La Grande Histoire de l’OM, réédité en février 2007. Depuis 1998, il est responsable des statistiques de la rubrique football du journal L'Équipe tout en continuant à faire du reportage.

## Vie privée
Son fils Yann est journaliste à RMC Sport.